# Federación Peruana de Fútbol
Die Federación Peruana de Fútbol (FPF) ist der Fußballverband von Peru. Er wurde am 23. August 1922 gegründet und seit 1924 Mitglied des Weltverbandes FIFA sowie seit 1925 auch des südamerikanischen Verbandes Conmebol. Die FPF untersteht der staatlichen Organisation Instituto Peruano del Deporte. Der Verband ist zuständig für die Peruanische Fußballnationalmannschaft und die Frauennationalmannschaft sowie des Futsal. Darüber hinaus ist er Ausrichter der nationalen Vereinswettbewerbe.

## Geschichte
Am 27. Februar 1912 konstituierte sich die Liga Peruana de Fútbol mit Vereinen aus der Hauptstadt Lima und der dieser vorgelagerten Hafenstadt Callao. Diese richtete bis 1921 die Meisterschaft Campeonato Peruano aus. Infolge von Auseinandersetzungen innerhalb der Liga kam es 1922 zur Gründung des heutigen Verbands, der 1926 den Meisterschaftswettbewerb wiederbelebte. 1951 wurde die Meisterschaft professionalisiert. Die Teilnahme an dieser steht seit 1965 Vereinen aus dem ganzen Land offen.

## Präsidenten
| Zeitraum  | Präsident         |
| --------- | ----------------- |
| seit 2018 | Agustín Lozano    |
| 2015–2018 | Edwin Oviedo      |
| 2002–2015 | Manuel Burga      |
| 1992–2002 | Nicolás Delfino   |
| 1992      | Walter Indacochea |
| 1992      | Manuel Burga      |
| 1987–1991 | Josué Grande      |
| 1985–1987 | Oswaldo Ramírez   |
| 1985      | Jorge Quiroz      |
| 1983–1984 | Luis Vargas       |
| 1980–1983 | Alberto Espantoso |
| 1979      | Augusto Ciccia    |
| 1977–1978 | Álvaro Valdivia   |
| 1976–1977 | Manuel Monasi     |
| 1975–1976 | Miguel Pelnny     |
| 1973–1975 | Luciano Cúneo     |
| 1970–1973 | José Salom        |
| 1966–1970 | Gustavo Escudero  |
| 1965      | Andrés Dianderas  |